# ابو جعيدي
محمد بن معيض بن عبدالرحمن الرفيدي الغامدي ويرجع نسبه ل آل جلال من جوف آل معمر بسراة عبيدة قحطان (فبراير 1915 - 30 يوليو 1999) علم من أعلام الشعر الشعبي في الجنوب، وأحد أكبر شعراء العرضة في المملكة العربية السعودية.

## مولده ونشأته
ولد بقرية قذانة التابعة لمركز بالشهم بمحافظة بلجرشي في منطقة الباحة عام (1333 هـ الموافق 1915م)، وكانت ولادته في شهر ربيع الآخر من ذلك العام ونشأ في قريته قذانة، وكان مبصراً حينها حتى أصيب بمرض نادر أفقده بصره؛ إلا أنه عمل على تعلم القرأن والحديث والفقه على أيدي القراء في الكتاتيب.

## شعره
بدأ الشعر في سن مبكرة وكانت محاولات وتمتمات شعرية يعرضها على من حوله وتلقى القبول والإشادة والتحفيز من محيطه ليتقدم للساحة بقوة ويشارك مجتمعه في مناسباتهم حتى ذاع صيته في القرى المجاورة وأصبحت الدعوات تتوالى عليه في المحافل مما أكسبه شهرة على مستوى القبيلة ثم القبائل المجاورة حتى زاحم كبار الشعراء في حينها وشهدوا بغزارة شعره وجزالة مفرداته وقد لقب بشاعر غامد وشاعر القيفين وسيد شعراء الجنوب وغيرها من الآلقاب، واشتهر شعر أبو جعيدي بالحكمة والإصلاح بين القبائل والمدح وطرق مجالات الشعر الأخرى في الغزل والرثاء وكذلك الهجاء والسرد القصصي الذي أخذ من شعر أبو جعيدي الحيز الكبير. تميز شعره بقوة المفردات وبساطتها في نفس الوقت ولم تجد أبياته صعوبة في مداعبة أحاسيس وقلوب المستمعين، وكان متفرداً بأبياته حتى إذا قيل شعره في جماعة اتفق الجمع على أن هذا من شعر أبو جعيدي، ولم يجد له منافس حيث كان يبدع ويرد على نفسه بنفس القوة الشعرية.

## ديوانه
جمعت بعض قصائده في ديوان (أبوجعيدي وذاكرة القصيد) وهو من إعداد وجمع عمر بن صالح الحمدان وأحمد شرهان الغامدي.

## نماذج من شعره
البدع
اهلا مرحبا بالضيوف
لو كنتوا ميات (ن) والوف
بتلنا لكل (ن) خروف
لو ياجي مصيح شريقه
من بالعرعرة لا شرى
الرد
زيفوا وابشروا بالمضوف
يا أعمى ليت عينك تشوف
تنظر في ملاقى الصفوف
ماللواحد الا رفيقه
اما باع ولا شرى
____________________
البدع
بوجعيدي قال ياذا تحب العسعسه
خذ من اهل المدرسة
ال بوفستان والكعب يمشي في هواه
واهل سحاب العباه
المشط والطيب والمكحله في عبها
عينها في جنبها
ماتسير الا تمايل تشوف خيالها
ماتدبر حالها
وبشوال الجن ترخي بناقه من ورا
ذيك مقطوعة ذرى
والله لو ما اخذ لي الا من قيان المظيلف
يابنات المدرسة مايروحوا بيتنا
الرد
لامرض ولد الفلل مانقلك عسعسه
جعلها تلمد رأسه
وان طلبتوني عليه المعونة في هواه
ماحد(ن) يعبى عباه
وقطيع التمر لاجت حموله عبها
واهلها ياجن بها
والقوافل قبل كانت تشوف خيالها
ماتدب رحالها
الله يقطع منزل(ن) مايجي له منورا
والرياح لمن ذرا
انا راكب جمس طول الدروب ايلا مضى يلف
وانت تسقيني من الماء يروح وابيت انا
___________________________
البدع
ريت نو (ن) ساق وين المداوي والدواء
بالعطر والزعفران
الحيا والعود ظلت شبونه والمح مد
لو تشوفه وارد (ن) لو بيقفى الماء برد
الله الله لانتشر
في بلاد بني عمر
ثم ساق جبال فيفا قلو صادق وصح صح
العفو يالله كم من بلاد جلها
هلهل اهلالي هلا
لو تشوف النصب في كل ديرة هلهل اهلا
قلت يامن لاح برقه ويامن هلهله
الرد
الشرف وسنان جاك المداوي والدواء
بالعطر والزعفران
علم الجابر ودعوى ابني احمد والمحمد
قل خشيب اهل الكرم للضيافة مابرد
كلهم مانسى بشر
سورهم مبني عمر
وان بلاكم باليه نب في قومي وصح صح
هيبة النهيين كم من هموم (ن) جلها
هل هل اهلالى هلا
وانتم البومرحبا للضيوف وهل هل اهلا
خل بعض الناس مايعترف منهل هله
_________________________________________
كما انه تميز بابداعه في القاء الغازه على هيئة ابيات شعرية فيقول :
البدع
بنشد الشعار كيف اربع اخوان (ن) سوا
كل واحد من مكان
امهم وحده وتاليفهم في بطن واحد
فين هو بطن (ن) يشيل اربعه مما يعد
وذكر يركب ذكر
في الغداري والسفر
افتني منشار ولا الغويدي وابن مصلح
ولا قوموا وقعوا لي وانا بحلها
حل حل احلى لي حلى
ياسلامي ياهل صور(ن) وثيق(ن) حل حل احلا
والحجارة من حصى البحر تاجي حل حلة
عجز الشعار عن حلها فقام ورد بابيات شعرية بين كلماتها الحل وكان الدلة والقهوة والفناجيل فيقول :
الرد
افتكر يارب ناس (ن) رحوم وناس اوى
شف لعلمي من مكان
اشهد ان الداب له منزله والبطن واحد
بنها والهيل والعود فوق الماء يعد
والقبس ذا تنذكر للوطن واهل السفر
حي قيف(ن) جدهم والابو والابن مصلح
وليالي الخير والسعد هذا حلها
حل حل احلى لي حلا
اذا ماتقدر لحمل الثقاله حل حل احلى
والذي ماجاء بسفره دخيلك حل حله
____________________________________________________
كما انه لم يقصر في مدح قبيلته غامد حيث امتدحهم في اكثر من قصيدة ومن الامثلة :
كم فيك يادنيا الشقاوة من الغنم
والحمدلله لامخله ولاعدم
غامد يشلوني عن الارض فوق السلم
ثوبي مدوسر والعمامه محثمه
ويقول :
انحن غامد وصول الدين من عهد سفيان بن عوف
ذا فتح مصر واسطنبول ثم افتتح كسرى وقيصر
ويقول :
فأنت ياناشدني من جميع العرب عن صلب غامد
مافتح مصر واسطنبول وانجلترا الا غمدا
ويقول :
اي نحن غامد ايلا حزرت مالنا في البر وصيف
مافتح روبه الا صلب غامد وخلاها سرايا
واسيا كلها غمد وحتى جنوب افريقيا
وجبل قاف ما واسى به الكوثر الا غمدا
اسمنا يادول غامد كما النقر في وسط الصفا
انحن النار والبارود وانحن لحام الاكسجين

## وفاته
توفي أبو جعيدي في قريته قذانة بتاريخ (17 ربيع الآخر من العام 1420 هـ الموافق 30 يوليو من العام 1999م) عن عمر قارب التسعين عاماً تاركا خلفه إرث شعري كبير.